# Heribert (Münsterschwarzach)
Heribert († 14. April 1015) war von 1013 bis 1015 zweiter Abt des Benediktinerklosters in Münsterschwarzach nach der Zeit der Kommendataräbte. In der Literatur wird er manchmal mit dem gleichnamigen Bischof von Eichstätt gleichgesetzt, allerdings ist lediglich eine Verwandtschaft der beiden wahrscheinlich.

## Münsterschwarzach vor Heribert
Vor dem Amtsantritt Heriberts als Abt in Münsterschwarzach, hatte die Mainabtei bereits eine lange und bewegte Geschichte hinter sich. Zunächst dienten ihre Gebäude einem Frauenkonvent als Kloster, das seine Mitglieder aus den ostfränkischen Adelsfamilien erhielt und von diesen, allen voran von den Mattonen, auch dementsprechend gefördert wurde. Der Frauenkonvent löste sich im Jahr 877 auf, die Ansprüche der Mattonen auf die Besitzungen blieben erhalten.
Im 10. Jahrhundert entstand so ein Streit zwischen den inzwischen mächtigen Bischöfen von Würzburg und dem Adelsgeschlecht. Mittlerweile war ein Männerkloster an der Schwarzach entstanden. Erst zu Beginn des 11. Jahrhunderts endete die Auseinandersetzung, als Bischof Heinrich von Würzburg Abt Alapold als „seinen“ Abt im Kloster einsetzte. Dieser begann die leerstehenden Gebäude neu zu besiedeln und das monastische Leben im Zeichen der Gorzer Reform zu fördern.

## Leben
Über die Herkunft und die Jugend des Abtes ist nur wenig bekannt. Heribert studierte wohl an der Domschule in der Bischofsstadt Würzburg. Hier wurde er von Bischof Heinrich I. auch entdeckt und in die Mainabtei nach Münsterschwarzach berufen. Er stand dem Kloster als siebter Abt vor und übernahm in seiner kurzen Amtszeit die Reformideen seines Vorgängers Alapold. Gleichzeitig versuchte er eigene Akzente zu setzen, scheiterte aber am Widerstand des Konvents.
Einzige Neuerung seiner Amtszeit war die Reform der Liturgie. Heribert führte den Allerheiligenhymnus „Omnes superni ordines“ in die Klostergesänge ein. Über sein Verschwinden aus den Quellen gibt es verschiedene Erklärungsansätze: Für Gabriel Vogt wurde Heribert vom gespaltenen Konvent zur Resignation gezwungen und leitete danach das Bistum Eichstätt. Nach Heinrich Wagner starb Heribert am 14. April 1015, so wie es auch das Totenbuch des Klosters Michelsberg erwähnt.